# Otmar Loffeld
Otmar Loffeld (* 1. Juni 1955 in Mehr; † 7. April 2022 in Wilnsdorf-Rudersdorf) war ein deutscher Ingenieurwissenschaftler und Hochschullehrer.

## Leben
Otmar  Loffeld studierte Elektro- und Nachrichtentechnik (Diplom) an der RWTH Aachen. An der Universität Siegen wurde er im Jahre 1986 bei Rudolf Schwarte promoviert und habilitierte sich 1989 ebenfalls bei ihm. 
Loffeld erhielt 1991 einen Ruf auf den Lehrstuhl für Nachrichtentechnik und Signalverarbeitung (heute: Estimationstheorie und Digitale Signalverarbeitung) der Universität Siegen. Von 2005 bis 2020 hatte er den Vorsitz des Zentrums für Sensorsysteme (ZESS) inne und betreute zahlreiche Forschungsvorhaben und das Doktorandenseminar. Schwerpunkte seiner wissenschaftlichen Arbeit waren die Compressed Sensing, Kalman-Filterung, optimale Filterung, Schätztheorie und Prozessidentifikation, Synthetic Aperture Radar und SAR-Simulation, SAR-Interferometrie und bistatische SAR-Verarbeitung. Er veröffentlichte über 300 wissenschaftliche Arbeiten. Im März 2021 wurde er emeritiert.
Otmar Loffeld starb im Alter von 66 Jahren im Siegerland.

## Schriften
- Ein neuartiges „Switched Kalman-Filter“ mit geringer Wortbreite zur hochauflösenden Entfernungsmessung nach dem Laserpuls-Laufzeitverfahren, 1986 (Dissertationsschrift)
- Estimationstheorie / 1. Grundlagen und stochastische Konzepte, Oldenbourg, 1990 (Habilitationsschrift)
- Estimationstheorie / 2. Anwendungen – Kalman-Filter, Oldenbourg, 1990 (Habilitationsschrift)
- Estimationstheorie I : Grundlagen und stochastische Konzepte, De Gruyter Oldenbourg, 2020
- Estimationstheorie II : Anwendungen – Kalman-Filter, De Gruyter Oldenbourg, 2019